# Musikwochen Millstatt
Die Musikwochen Millstatt finden alljährlich von Mai bis Oktober in Millstatt am See, Kärnten, Österreich, statt.
Im Stift oder in der Stiftskirche treffen sich in jedem Jahr Künstler aller Musikrichtungen zu etwa 40 Konzerten. Von der klassischen Musik bis zum Jazz sind hier alle Stilrichtungen vertreten. Es gibt geistliche und weltliche Chor- und Orchesterwerke, Kammermusikwerke, Klavier- und Orgelkonzerte und Kinderaufführungen.
Künstlerischer Leiter ist Bernhard Zlanabitnig. 2020 wurde er für seine Verdienste um das Festival mit dem Titel „Kärntner des Jahres“ in der Kategorie Kultur ausgezeichnet.